# 川島義信
川島 義信（かわしま よしのぶ、1959年 -） - 日本の建築プロデューサー・デザイナー。デザイナーとしての活動領域は建築にとどまらずレザー製品からアパレル、時計、調味料容器など多岐にわたる。愛知県名古屋市出身、川島義信デザイン事務所代表取締役。

## 経歴
1983年、大学卒業とともにテイジンメンズショップ（その後テイジンアソシア、現在はテイジンアソシアリテイル）に入社した。1960年創業の同社は日本のメンズトラッドファッションの草分け的な存在で、「テイメン」の愛称で人気を博していた。アメリカン・トラディショナルにとどまらず、ブリティッシュ・トラディショナルやクラシコ・イタリアなど世界の伝統的なスタイルに触れ、ファッション感覚を磨くとともに、素材やディスプレイの知識を吸収する。
1998年に独立し、GAZERY JAPONES（ガゼレイジャポネス）を名古屋市に設立。テイジンメンズショップ時代に培った店舗運営スキルを生かし、サンヨーベイカーが名古屋パルコ南館に出店した「crows nes't」（クロウズネスト）を販売代行で運営する。 同時に「GAZERY JAPONES」をオリジナルブランドとしても立ち上げ、ギターストラップなどの革製品やアパレル、シルバーアクセサリーを自らデザインし、販売を始めた。
2001年にクロウズネスト原宿店のリニューアルをプロデュースするも、同年にサンヨーベイカーは解散し、親会社の三陽商会によってクロウズネストも消滅した。名古屋パルコ南館のショップは「Nick Ashley」（ニック・アシュレイ）に入れ替わったが、三陽商会との業務委託により販売代行を継続する。2005年にショップ閉鎖となり、店舗運営事業から撤退し、クリエイティブ活動に専念する。
このころからデザイナーとしての活動領域が広がり、2007年にセイコーウオッチのメンズウォッチ「WIRED」（ワイアード）の商品開発アドバイザーに就任し、DELTAブランドの腕時計を発表。セイコーウォッチとの商品開発アドバイザーは2014年まで続いた。
2014年、国内の調味料メーカーから依頼されたステーキソース「JAPONE」のボトル、パッケージデザインをドバイ世界貿易センターで開催されたガルフードで発表する。 
建築プロデューサーとしての活動は2008年ごろから本格化し、会社の主業務が建築プロデュースとなったため、2009年に社名を「川島義信デザイン事務所」に変更した。
2010年 プロデュースする集合住宅兼施主邸「VILLA GAZERY 」、大型賃貸集合住宅 「FLATS GAZERY」 、展示会場「Gallery GAZERY」が完工。FLATS GAZERY1階に川島義信デザイン事務所を開設する。

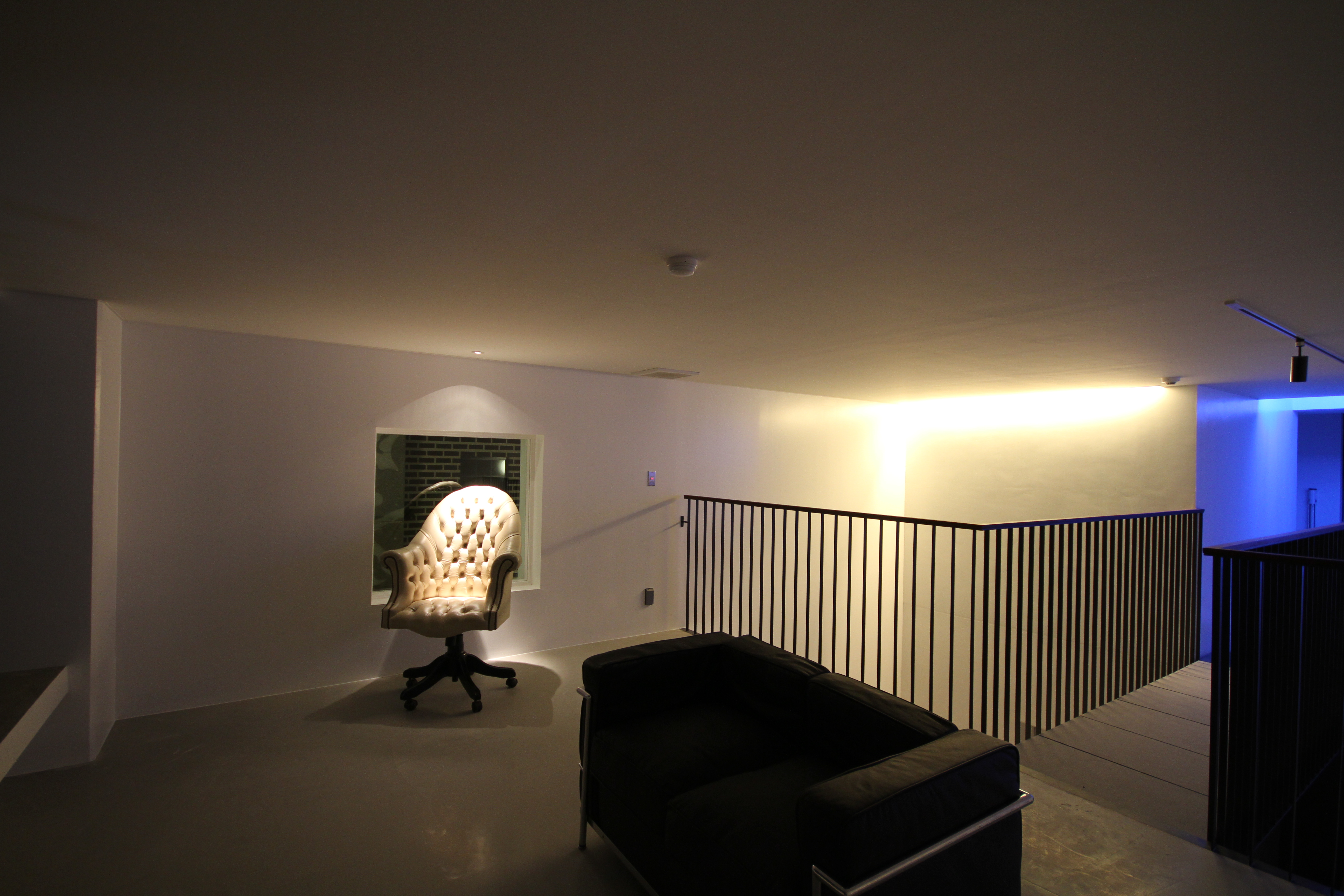
Entrance (FLATS GAZERY 2F)

2013年 株式会社S-point（ヘヤギメ、現在 部屋セレブ）八事店を建築プロデュース。
2015年 大和ハウス工業株式会社 名古屋市西区 D−room WEST COURTを監修。
2020年 FLATS GAZERYが NHK総合ドラマ10『ハムラアキラ』第4話「濃紺の悪魔」のロケ地となる。

## 作品

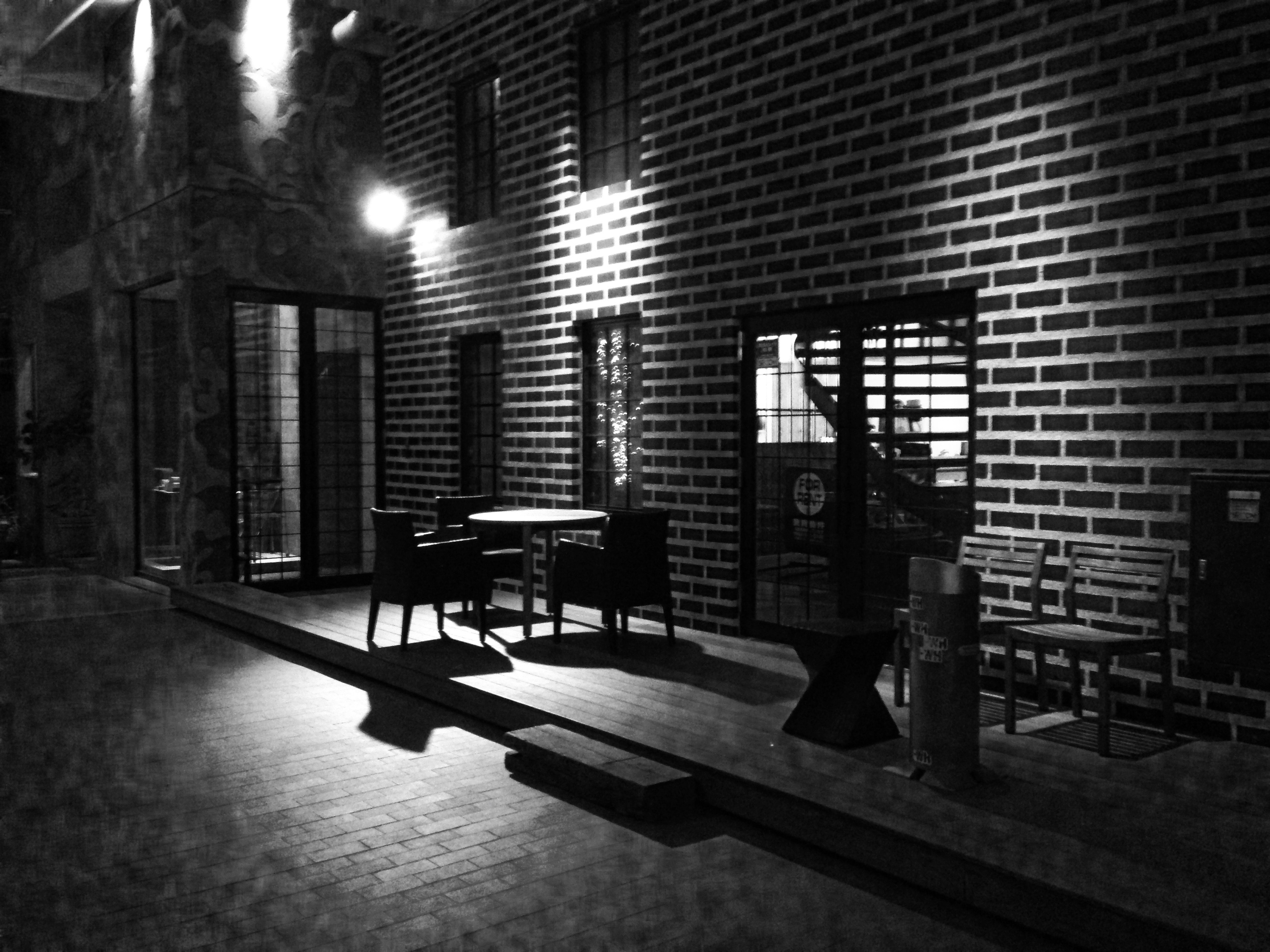
川島義信デザイン事務所

### 建築作品
中部経済新聞によれば、2010年に愛知県名古屋市西区上堀越町に竣工した川島プロデュースの賃貸住宅「フラット・ガゼレイ」に対し「個性的」「高いデザイン性」などと評価した上で、川島の言として『西区に新しいイメージの街づくりをスタートさせるきっかけになれば』を引用し紹介した。
| 名称                        | 年   | 所在地       | 建築種別                   | 備考 |
| --------------------------- | ---- | ------------ | -------------------------- | ---- |
| Labo GAZERY                 | 2002 | 名古屋市西区 | 集合住宅                   |      |
| VILLA GAZERY                | 2010 | 名古屋市西区 | 集合住宅                   |      |
| VILLA GAZERYK邸             | 2010 | 名古屋市西区 | K邸                        |      |
| FLATS GAZERY                | 2010 | 名古屋市西区 | 大型集合住宅               |      |
| Gallely GAZERY              | 2010 | 名古屋市西区 | ランウェイのあるギャラリー |      |
| WEST COURT 大和ハウスD−room | 2015 | 名古屋市西区 | 集合住宅                   |      |

### プロダクトデザイン
1998年に設立した自社ブランド「GAZERY JAPONES（ガゼレイ ジャポネス）」デザイナーとしてベルト、ギターストラップ等の革製品や、宝石、衣料品などの商業デザイン、工業デザインなどを手掛ける。

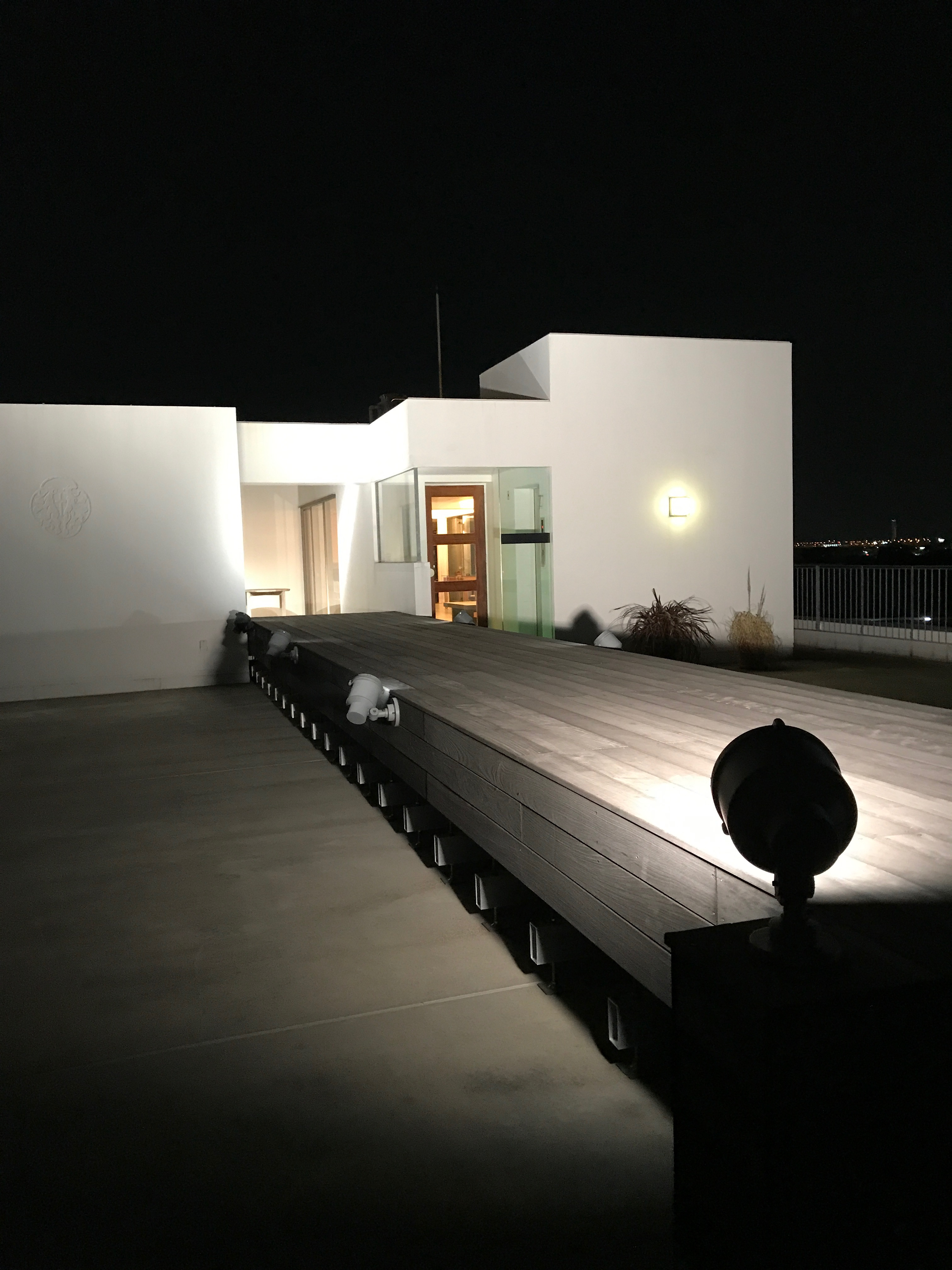
Gallery GAZERY (FLATS GAZERY 7F)

### 自社資料
1. ↑  “GAZERY JAPONES”.   川島義信. 2019年3月14日閲覧。
2. ↑  “GAZERYJAPONES.COM ガゼレイ ジャポネス・オフィシャル[GOODS INFORMATION]”. www.gazeryjapones.com. 2018年9月15日閲覧。

### その他
1. 1 2 3 4 5 6 7 8 9 10  神原 勉 (2016年1月29日). “「パーソン 建築デザイナー川島義信さん」”. 繊研新聞:  p. 11
2. ↑  『若者向けウオッチブランド<ワイアード>からメンズシリーズ<DELTA（デルタ）>の新コレクション登場-「スリムスタイリッシュ」をテーマにした新感覚ドレスウオッチ』（プレスリリース）株式会社セイコーウオッチ、2008年4月22日。2019年3月16日閲覧。
3. ↑  “プロフェッシュナル集う”本物”の空気を味わえる本格ショップ”. Hight-STYLE 10:  96. (2006).
4. ↑  “「カリスマを探せ」crow' nest”. Bluzon 11月号:  58頁. (1999).
5. 1 2  “crow's nestのビジュアルコンセプト”. smeat ６:  36頁. (2000).
6. 1 2  株式会社インターナショナル・ラグジュアリー・メディア (2007). “「Rolling Stone Presents「ローリングストーン日本版」読者プレゼント（GAZERY JAPONES）」”. Rolling Stone 11月号、第8号:  166頁.
7. 1 2  “一流ギタリストに愛されたストラップ「ガゼレイジャポネス」”. 繊研新聞. (2006年6月7日)
8. ↑  株式会社イーストライツ (2006). “「Gibson CUSTOM MAINTENANCE GAZERY JAPONESギタ―ストラップ」”. Free&Easy Vol.9、No.95:  100頁.
9. ↑  中村 圭子 (2006年5月19日). “「本物を追求全国展開へ」”. 読売新聞:  p. 31
10. ↑   nu exposure オープンツールコレクション. 株式会社エージー出版. (2001年3月)
11. ↑  “「デザインの力が人をつなぐ」「セイコーウオッチと協業」”. 繊研新聞:  p. 9. (2007年5月24日)
12. ↑  株式会社インターナショナル・ラグジュアリー・メディア (2007). “「WIRED ワイアードの新作「デルタシリーズ」この時計がロックスタイルに欠かせない」「この時計のロックなキーマン川島義信さん」”. Rolling Stone 創刊3号:  132頁、133頁.
13. ↑  ハースト婦人画報社 (2007). “「直送2007時計のトレンド5大傾向、WIRED CHRONOGRAPH MODEL BLUCK トノー型」”. MEN'S CLUB.
14. ↑  株式会社ワールドフォトプレス (2007). “「感性が押し上げるクオリティーを感じろ」”. mono・モノ・マガジン No.573:  152頁.
15. ↑  集英社 (2007). “カットガラスが輝きを放つWIREDの新シリーズが登場！ジュエリーテイストウオッチ「デルタ」デビュー！”. MEN'S NON NO 22:  190頁、191頁.
16. ↑  “「スタイリッシュな腕時計セイコ－ウオッチ」”. 日本経済新聞:  p. 35. (2008年4月25日)
17. ↑  “「デザインで人と結びつく」「メンズウオッチへの思いとは？」”. 繊研新聞:  p. 9. (2008年5月31日)
18. ↑  株式会社スウィッチ・パブリッシング (2007). “「BOOMING & ZOOMING #01 WIRED DELTA BASEL2007LimitedEdition」”. SWITCH VOL.25、No.7:  75頁.
19. ↑  株式会社宝島社 (2007). “「カットガラスが輝きを放つ WIREDの新シリーズが登場。ジュエリーテイストウオッチ「デルタ」デビュー」”. smart 11月号:  191頁.
20. ↑  “FOODEX JAPAN 2014”.   一般社団法人日本能率協会. 2020年11月28日閲覧。
21. ↑  “GULFOOD2014”.   Dubai World Trade Centre L.L.C.. 2020年11月28日閲覧。
22. ↑   10万円超のドレッシング. 日本経済新聞. (2014年3月11日)
23. ↑  “「発信」「デザイン可能性を信じて」”. 繊研新聞:  p. 8. (2010年4月20日)
24. 1 2 3  “「VILLAGAZERY」「耐震にこだわった自宅併用の長屋式賃貸」”. 全国賃貸住宅新聞:  p. 16. (2010年7月19日)
25. ↑  “「建築物再生で人を呼び込め」「川島義信デザイン事務所 地域活性化に貢献」”. 中部経済新聞:  4面. (2015).
26. 1 2  “「FLATS GAZERY」「「6種類の間取りで全41戸異なるデザイン」「街のイメージを変える建物を目指し感受性高い若者から注目を集める」”. 全国賃貸住宅新聞:  p. 17. (2011年3月21日)
27. 1 2 3  “「アーチストの育成へ住空間に領域を拡大」「事務所屋上にランウエー」”. 繊研新聞:  p. 14. (2015年3月20日)
28. 1 2 3  “川島義信デザイン事務所社長が西区に屋上ランウエイ付き個性派賃貸住宅”. 中部経済新聞. (2010年9月20日)
29. 1 2  “「め・て・みみ」”. 繊研新聞:  p. 1. (2010年10月4日)
30. ↑  “「デザインにこだわり」「賃貸ショップ八事店オープン」”. 中部経済新聞:  p. 4. (2013年12月21日)
31. ↑  “「名古屋に仲介店舗をオープン」”. 全国賃貸住宅新聞:  p. 2. (2013年12月23日)
32. 1 2   D-room Press 「建築プロデューサーが手掛けたOnly OneのD-room」. 大和ハウス工業 株式会社. (2015年9月)
33. ↑  “NEWS”.   川島義信デザイン事務所. ２０２０年７月２４日閲覧。
34. ↑  “川島義信デザイン事務所社長が西区に屋上ランウェイ付き個性派賃貸住宅”.   中部経済新聞. 2019年4月7日閲覧。[リンク切れ]